# رمبو: بازی ویدئویی
«رمبو: بازی ویدئویی» (انگلیسی: Rambo: The Video Game) یک بازی ویدئویی در سبک بازی اکشن-ماجراجویی است که در سال ۲۰۱۴ برای پلت‌فرم‌های اکس‌باکس ۳۶۰، پلی‌استیشن ۳ و مایکروسافت ویندوز منتشر شده‌است.